# Nanic Osterlind
Anders Allan Osterlind dit Allanic ou Nanic Osterlind est un aquarelliste français né le 11 février 1909 à Paris et décédé le 27 juin 1943 à Villejuif (Val-de-Marne).

## Biographie
Fils du peintre Anders Örm Österlind et de Rachel Bakra, il naît le 11 février 1909 dans le 18e arrondissement de Paris. Déclaré trois jours plus tard, sous le nom de Bakra, comme étant fils de Rachel Bakra, couturière, et de père non dénommé, il est reconnu par ses parents, suivant acte dressé, en la mairie de Neuilly-sur-Seine, le 13 avril suivant, puis légitimé par leur mariage célébré le 5 mars 1914 en la mairie du douzième arrondissement de Paris.
Baignant dès sa plus tendre enfance dans la peinture, accompagnant souvent son grand-père, le peintre suédois, Allan Österlind, et son père, il développe des talents de paysagiste, à la gouache.
Sa mère Rachel meurt alors qu'il n'a que onze ans. À la mort de sa mère, il est accueilli par sa tante paternelle, Annette Österlind, épouse d'Édouard Sarradin (1869-1957) journaliste, critique d’art au Journal des débats et conservateur du Palais de Compiègne, qui l'élèvera en même temps que son fils Michel Sarradin (1909-1987), chirurgien à Versailles (Yvelines).
Mobilisé, il contracte la tuberculose et meurt, sans postérité, à l'âge de 34 ans, le 27 juin 1943, à Villejuif.

## Œuvres
À tout juste 21 ans, il participe à l'exposition des peintres de la vallée de la Creuse qui se tient, du 23 au 30 mai 1930, à la Salle du Petit Parisien et d'Excelsior. L'exposition regroupe soixante-dix-neuf tableaux de vingt-cinq artistes de renom, dont son grand-père, Allan Österlind, son père, Anders Österlind, et Claude Monet.
Au début de l'année 1941, il expose ses œuvres à la gouache, autour d'une exposition intitulée Paysages et fleurs de France, à la galerie Luc Kohg, dans le huitième arrondissement de Paris.
Quelques mois avant sa mort, en février 1943, ses œuvres sont exposées à la Galerie André, dans le sixième arrondissement de Paris. Ses paysages de Mayenne sont alors encensés par la critique pour ses accords obtenus à la gouache, avec un rendu de peinture à l'huile.
Décédé prématurément, il ne laisse pas une collection très importante de tableaux mais certaines de ses aquarelles sont actuellement conservées au musée national d'Art moderne ainsi qu'au musée d'Art moderne de la ville de Paris. Tout comme son père et son grand-père avant lui, il trouve une source d'inspiration dans les paysages de l'île de Bréhat.